# Kabukiza

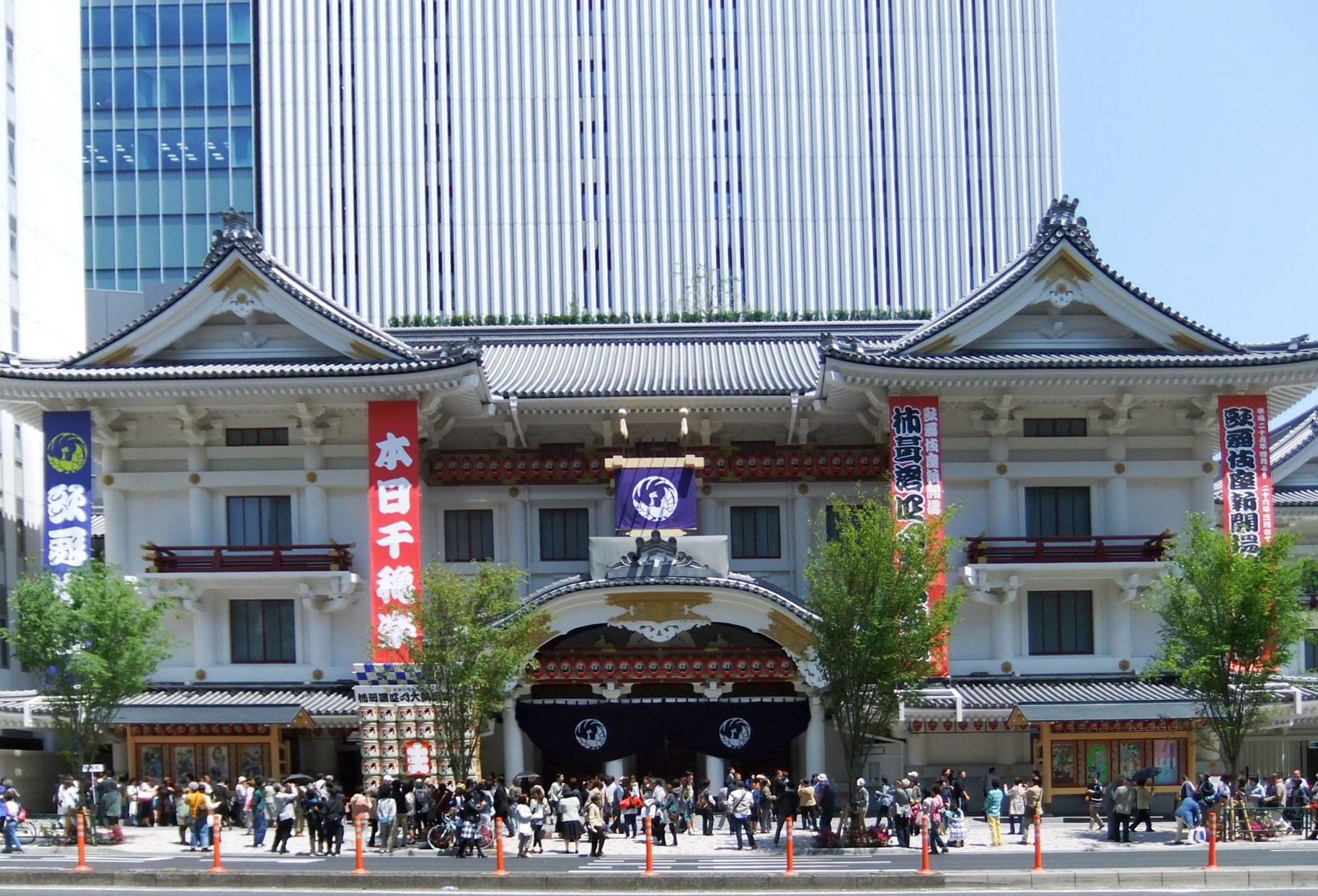
Hauptfassade des Kabukiza.

Das Kabukiza, auch Kabuki-za, (japanisch 歌舞伎座, deutsch „Kabuki-Theater“) ist das größte Kabuki-Theater Japans und steht im Tokioter Stadtteil Ginza. Das Theater wurde 1889 eröffnet und zeigt heute als einziges Theater Kabuki-Aufführungen in einer durchgängigen Spielzeit. Das heutige Gebäude ist der fünfte Bau des Theaters.

## Geschichte

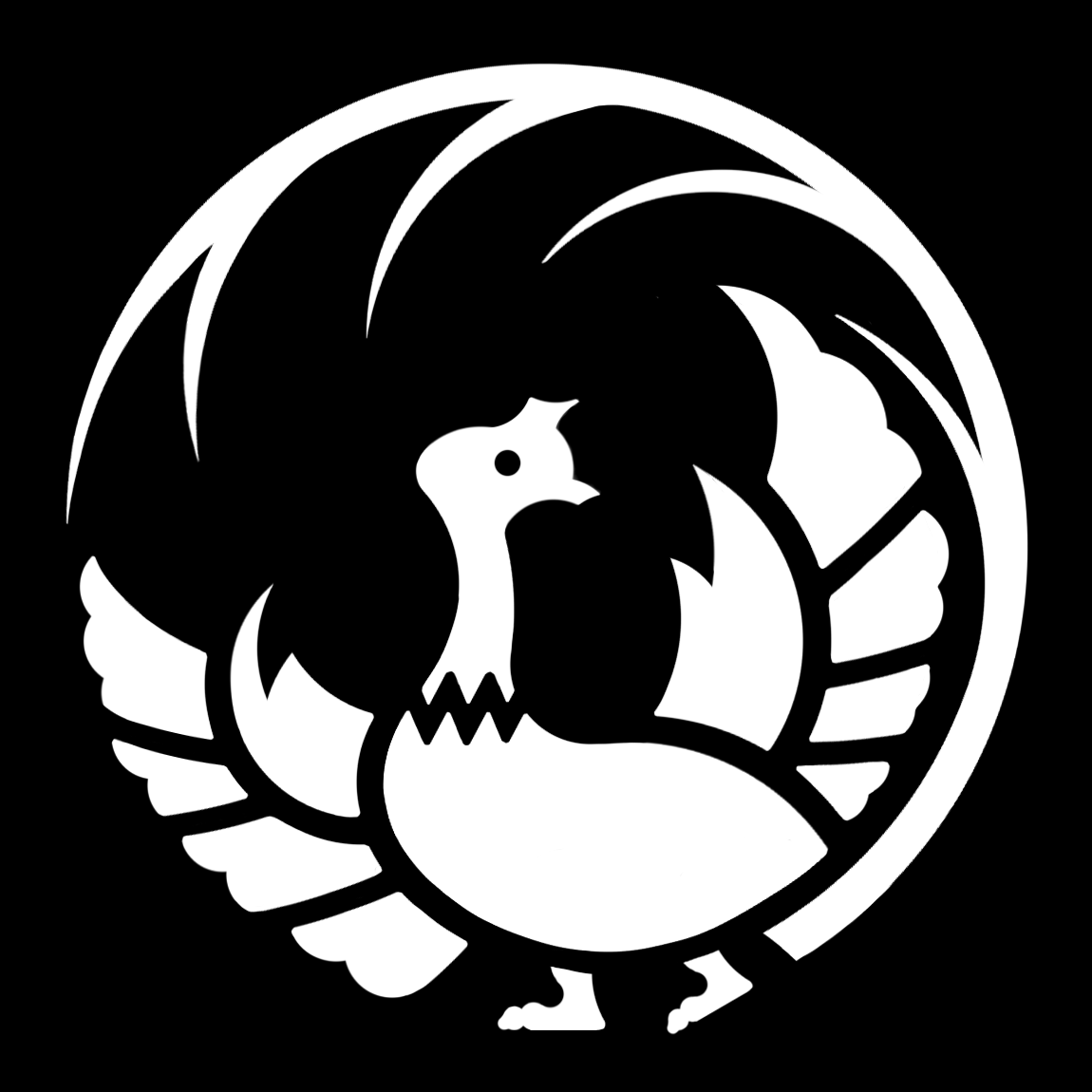
Das Symbol (Mon) des Kabukiza ist ein Phönix.

Das erste Theatergebäude aus Holz von 1889 basierte auf den Vorstellungen des Theaterreformers Gen’ichirō Fukuchi und wies eine westliche Fassade mit einem japanischen Interieur auf.

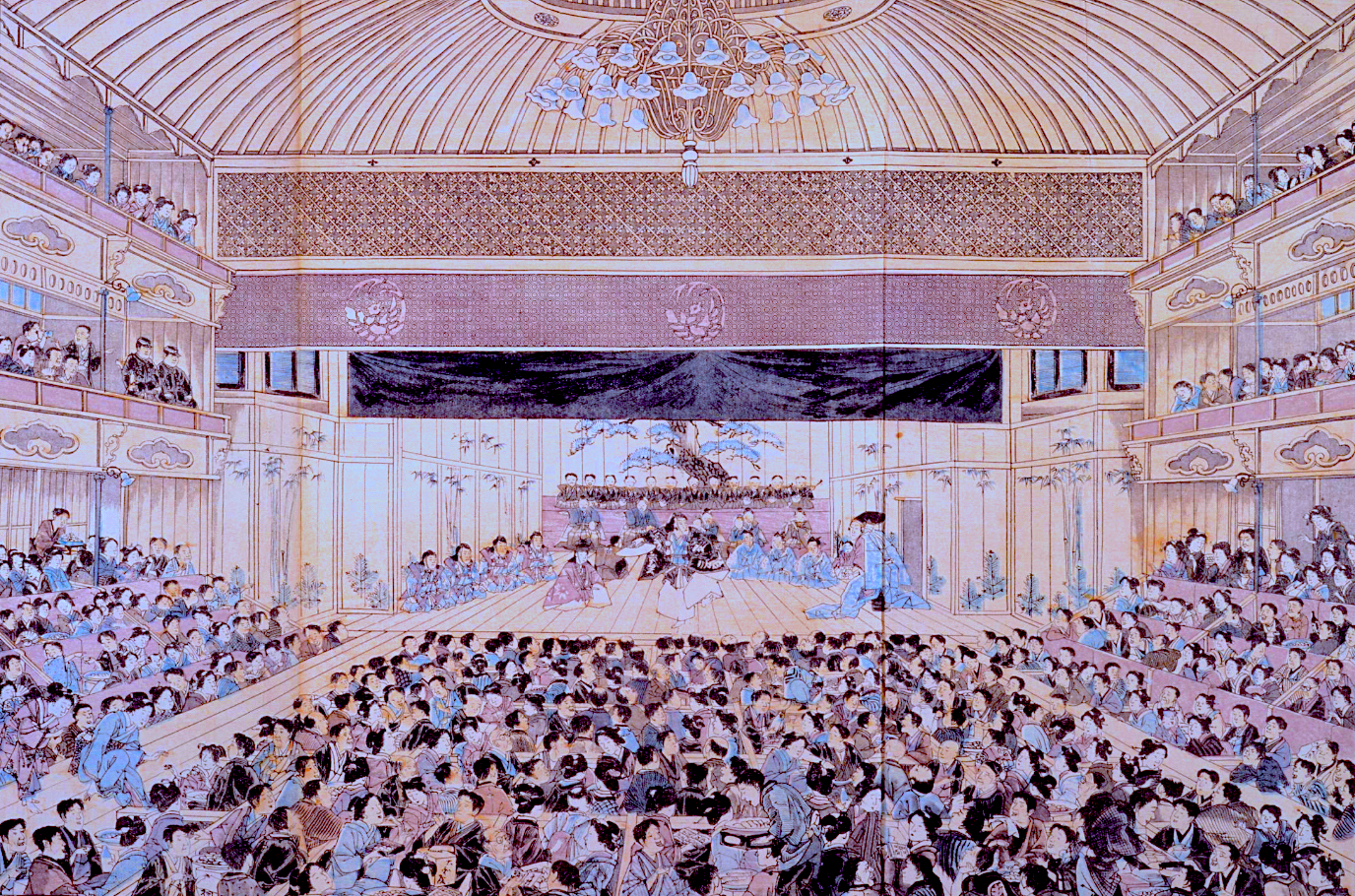
Zeichnung einer Aufführung im Jahr 1893.
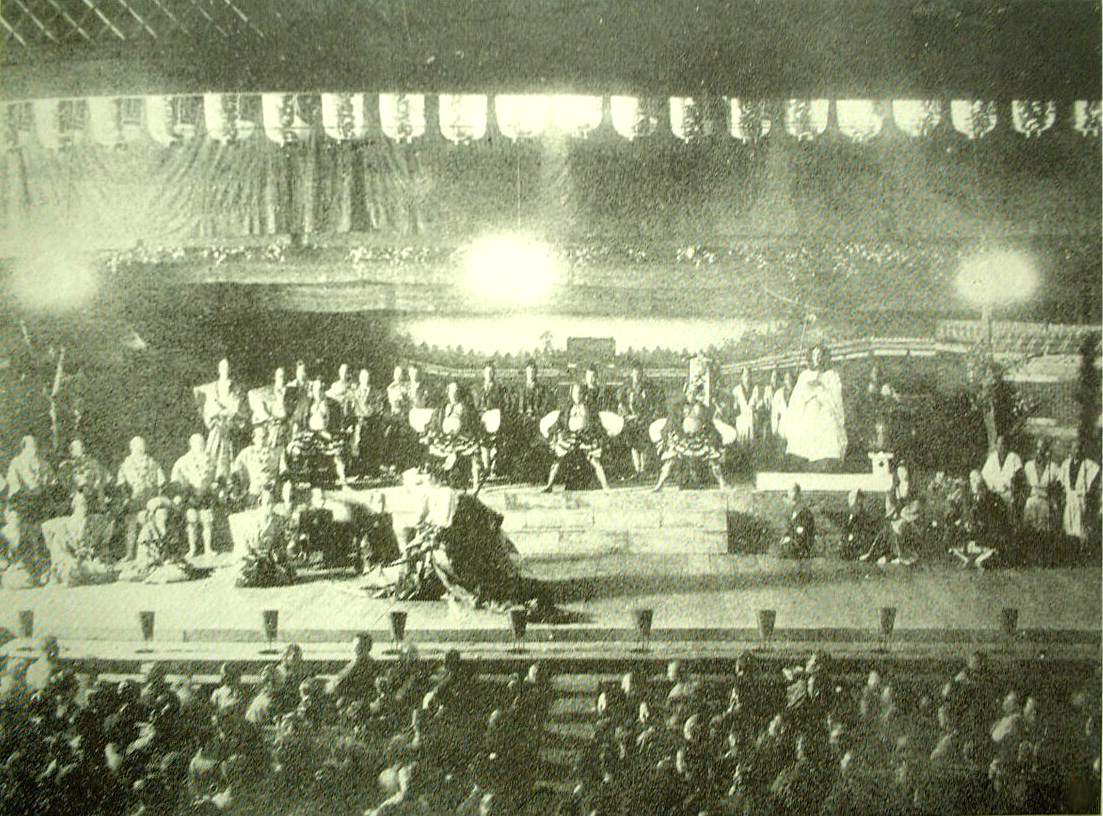
Foto einer Aufführung von Shibaraku im Jahr 1895.

Ein zweiter Theaterbau aus dem Jahr 1911 hatte eine palastartige japanische Fassade, wurde jedoch mit modernem Material und Beleuchtung ausgeführt. 1914 übernahm die Firma Shōchiku das Theater, das im Oktober 1921 von einem durch einen Kurzschluss ausgelösten Brand vollständig zerstört wurde.

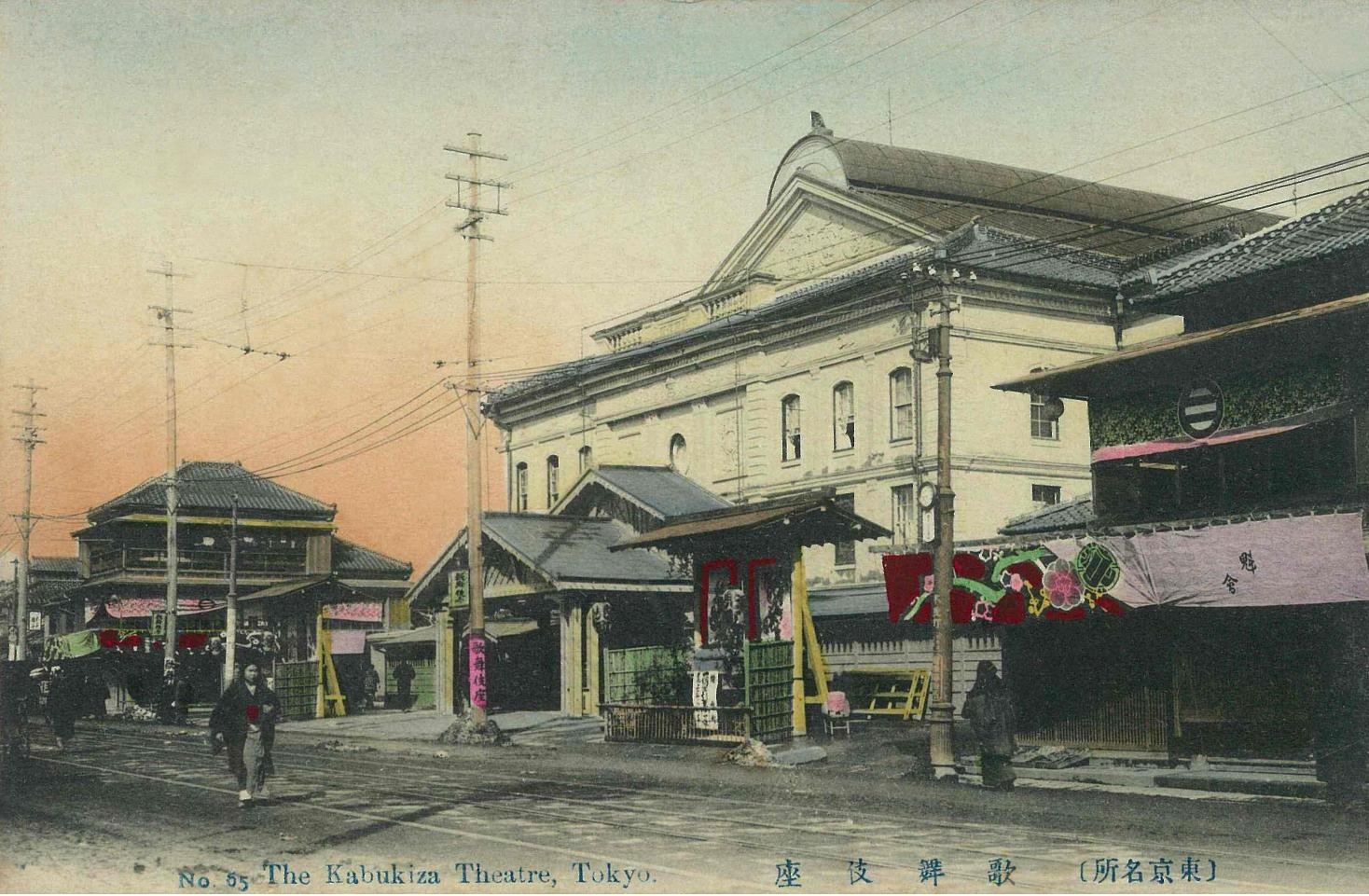
Erster Bau, ca. 1910
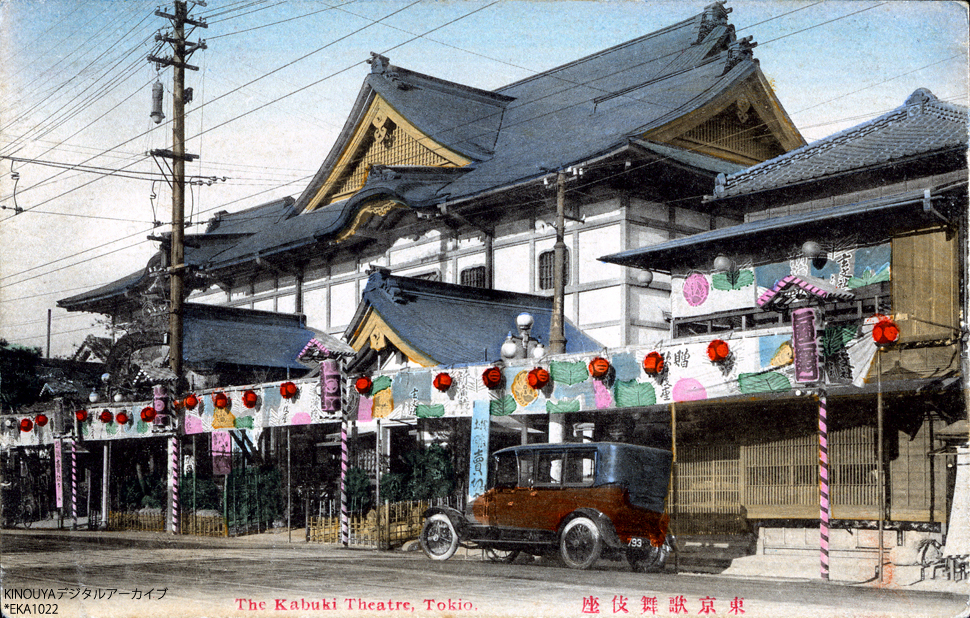
Zweiter Bau, ca. 1920
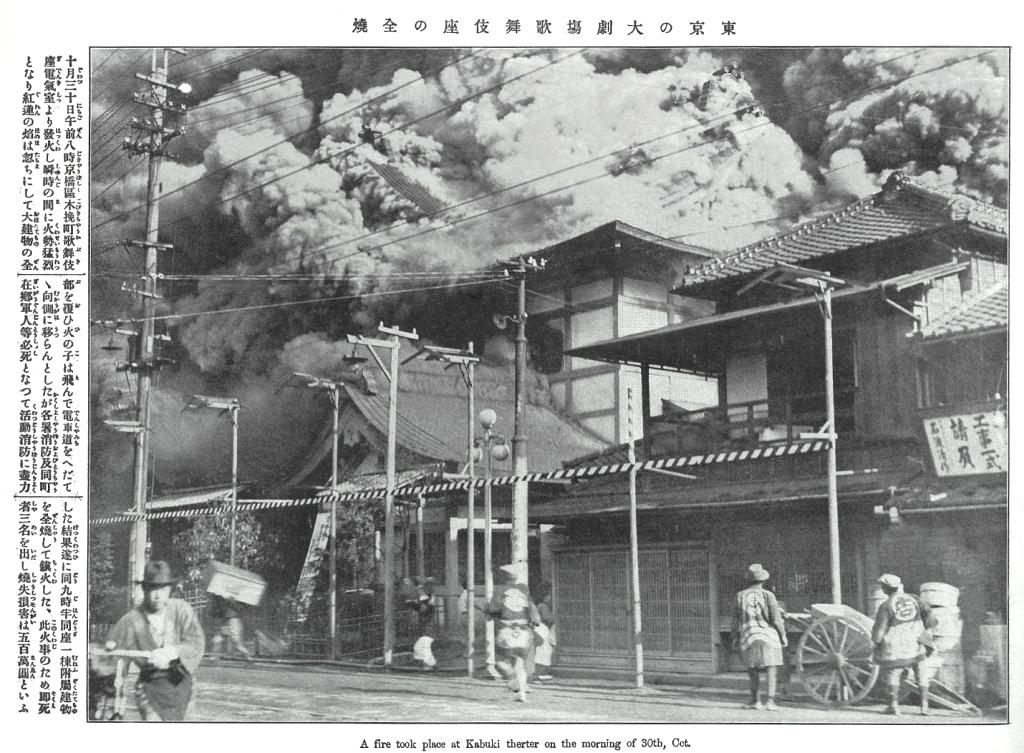
Das brennende Kabukiza 1921
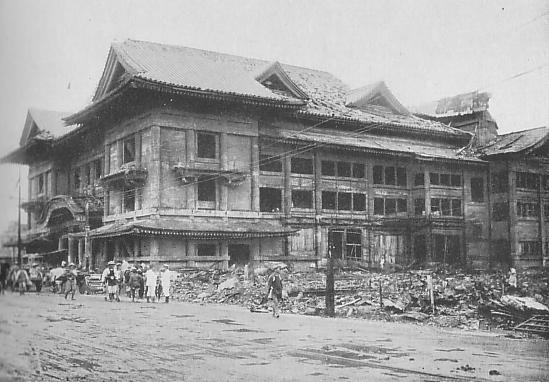
Der zerstörte dritte Rohbau 1923
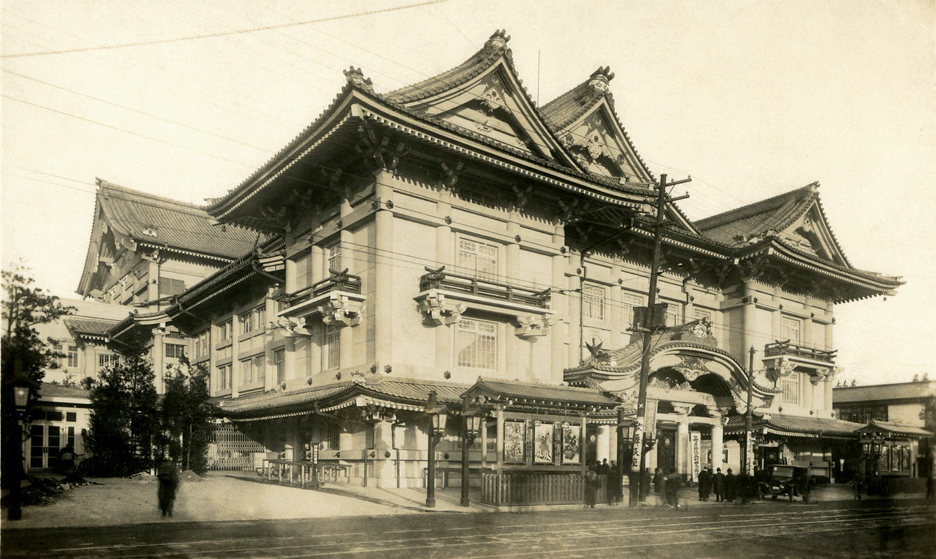
Dritter Bau, 1930
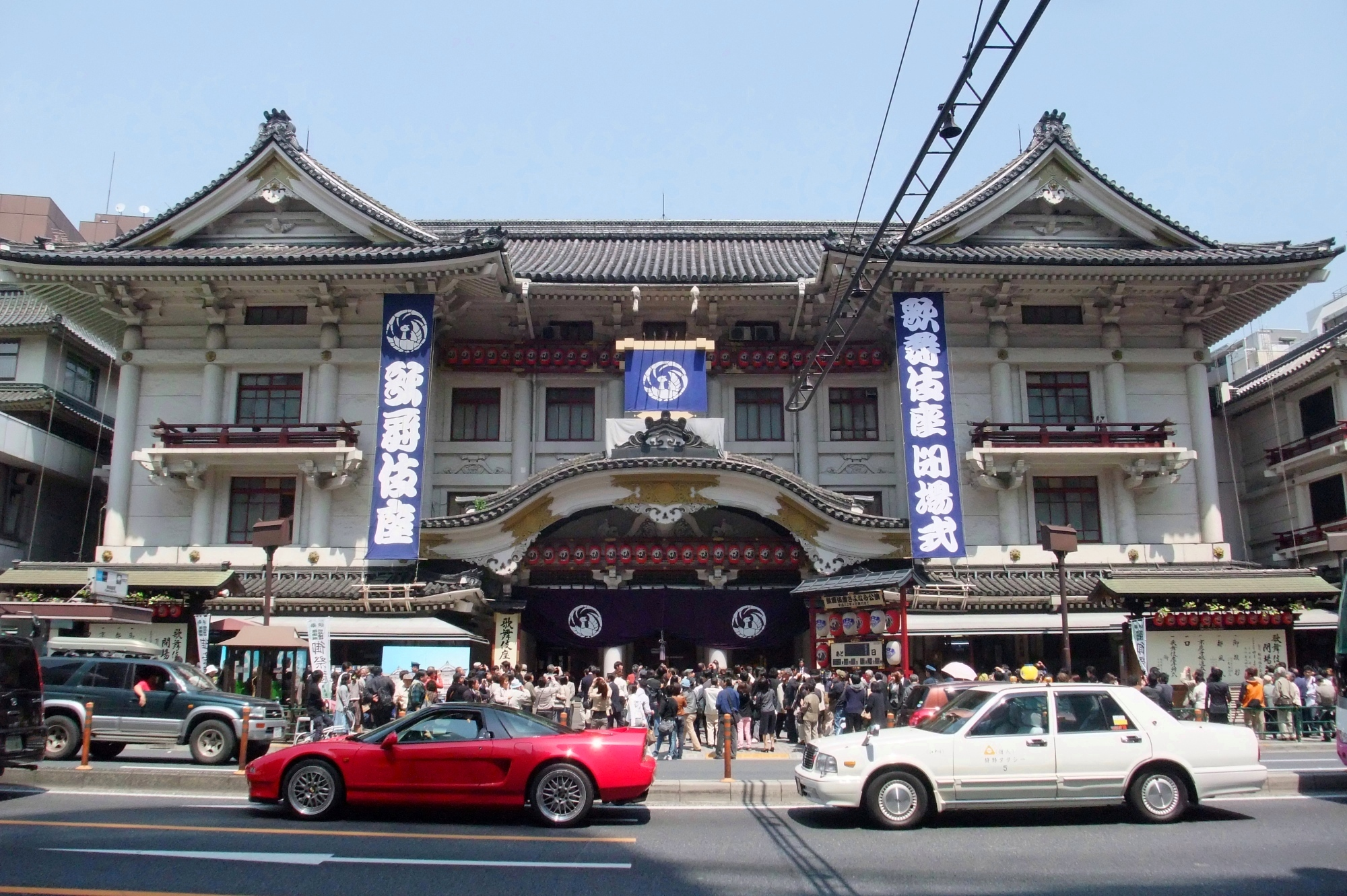
Vierter Bau, 2010

Der Wiederaufbau des Theaters wurde am 1. September 1923 von einem durch das Große Kantō-Erdbeben ausgelösten Brand unterbrochen. Drei Jahre später wurde das neue Gebäude vollendet. Die Fassade vereint architektonische Stile der Nara- mit denen der Momoyama-Periode und wurde nach ihrer Zerstörung durch einen amerikanischen Bombenangriff im Jahr 1945 auf der Grundlage der verbliebenen Teile wiedererrichtet und im Januar 1951 mit moderner Einrichtung wiedereröffnet.
Im April 2010 wurde das Theater geschlossen, abgerissen und nach einem Wiederaufbau im April 2013 wiedereröffnet. Im hinteren Teil des Grundstücks steht heute ein 149 Meter hohes Bürogebäude. Die Fassade ist mit der aus dem Jahr 1924 identisch, jedoch ist das Gebäude erdbebensicherer und mit besseren Zugängen ausgestattet. Heute fasst es 1.964 Zuschauer. Das Theaterunternehmen wird bis heute von Shōchiku betrieben.

## Aufbau

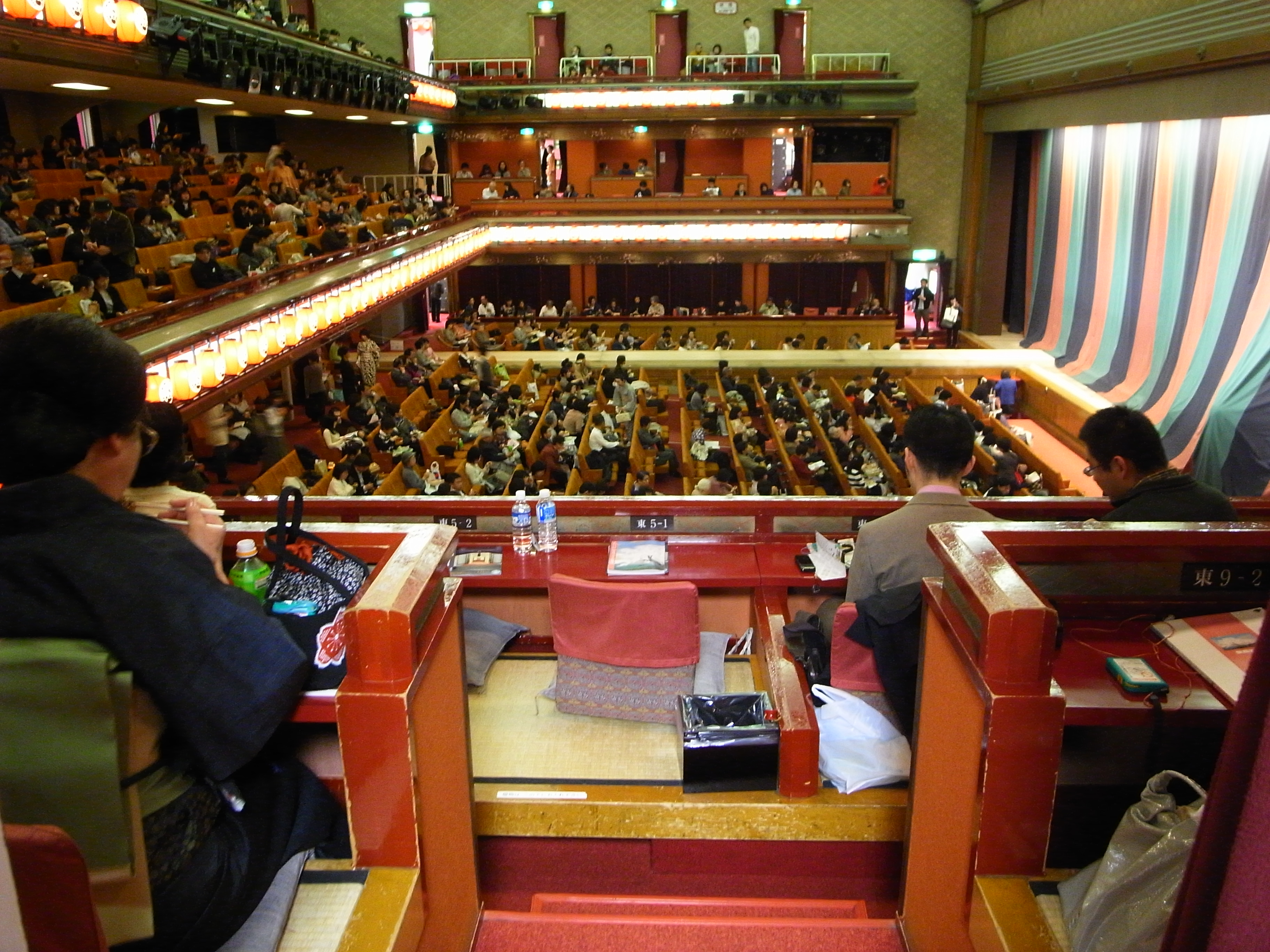
Blick aus einer Seitenloge während der Shokuji-maku („Mahlzeit-Akt“) genannten Pause. Im Hintergrund die in das Parkett hineinragende Vorbühne, rechts der Hauptvorhang.

Der Zuschauerraum besteht aus einem Parkett, zwei Rängen und Logenplätzen. In das Parkett hinein ragt eine laufstegförmige Vorbühne, die Hanamichi (花道, „Blumenweg“).
Die Bühne wird durch vier schwere, künstlerisch gestaltete Vorhänge abgetrennt, die vor der Vorstellung nacheinander elektrisch hochgezogen werden. Davor befindet sich der eigentliche, leichte Bühnenvorhang in den traditionellen Farben des Kabukiza schwarz, orange und hellgrün, der seitlich und von Hand geführt wird.
Das Theater verfügt über zwei Restaurants und mehrere Souvenir- und Snack-Geschäfte sowie über ein Museum, in dem in wechselnden Ausstellungen Kulissen, Kostüme, Requisiten und Musikinstrumente sowie Dokumente und Modelle über die Geschichte des Theaters gezeigt werden.

## Vorstellungen
Das Theater bietet täglich Vorstellungen an, meist sowohl eine Matinee als auch eine Abendvorstellung. Diese beiden Programme wechseln monatlich.
Heute werden häufig keine kompletten Stücke aufgeführt, sondern nur Kombinationen einzelner Akte von Stücken verschiedener Stilrichtungen, zum Beispiel ein Akt aus einem Drama, ein Tanzstück und ein Teil eines moderneren Stücks. Dennoch kann eine Aufführung vier Stunden und länger dauern. Fans berühmter Schauspieler feuern diese an Schlüsselstellen mit lauten Rufen an.
Da die Texte im originalen Frühneujapanisch vorgetragen werden, können die Zuschauer über Kopfhörer Hinweise zum Verlauf der Handlung erhalten. Für Ausländer gibt es Bildschirme, die eine Übersetzung und Regieanweisungen anzeigen.
Während der Pausen wird – auch im Zuschauerraum selbst – gegessen und getrunken, insbesondere während der längeren Pause nehmen viele Zuschauer eine komplette Mahlzeit zu sich.
Für den hinteren Teil des zweiten Rangs werden auch Tickets für den Besuch nur eines Akts verkauft, der zwischen einer halben und zwei Stunden dauern kann, was häufig von westlichen Touristen genutzt wird.
Im Verlauf der COVID-19-Pandemie wurden die Aufführungen von März bis August 2020 eingestellt.